# Измя
Измя (тат. Эзмә) — село в Сабинском районе Республики Татарстан, административный центр Изминского сельского поселения.

## География
Село находится на реке Меша, в 11 км к северу от районного центра — посёлка городского типа Богатые Сабы.

## История
В окрестностях села выявлены археологические памятники:
- Измянское селище (общебулгарский памятник),
- Измянское кладбище (на сельском кладбище обнаружены 4 надгробных камня, датируемых первой половиной XIV – первой половиной XVI в.).

Известно с периода Казанского ханства. В исторических документах упоминается также под названием Деревня по Речке Сунер, Изма-Сунер.
В XVIII — первой половине XIX века жители относились к сословию государственных крестьян. Их основные занятия в этот период — земледелие и разведение скота.
В начале XX века в селе действовали мечеть, мектеб, 3 мелочные лавки. В этот период земельный надел сельской общины составлял 806,8 десятины.
До 1920 года село входило в Букмышскую волость Мамадышского уезда Казанской губернии. С 1920 года в составе Мамадышского кантона ТАССР. С 10 августа 1930 года в Сабинском, с 19 февраля 1944 года в Чурилинском, с 14 мая 1956 года в Сабинском районах.
В 1929 году в селе был организован колхоз, с 1994 года село в составе коллективного предприятия, с 2003 — крестьянских (фермерских) хозяйств, с 2006 — общества с ограниченной ответственностью «Алтын Саба-М». С 2016 года работает общество с ограниченной ответственностью «Игенче».

## Население
| 1782 | 1859 | 1897 | 1908 | 1920 | 1926 | 1938 | 1949 | 1970 | 1979 | 1989 | 2002 | 2010 | 2020 |
| ---- | ---- | ---- | ---- | ---- | ---- | ---- | ---- | ---- | ---- | ---- | ---- | ---- | ---- |
| 87   | 280  | 612  | 699  | 688  | 749  | 714  | 520  | 397  | 362  | 342  | 335  | 316  | 341  |

Национальный состав села — татары.

## Экономика
Жители занимаются преимущественно растениеводством и животноводством.

## Инфраструктура
В селе действуют средняя школа (с 1924 г. как начальная), детский сад (с 1990 г.), дом культуры, фельдшерско-акушерский пункт.

## Религия
Мечеть (с 2007 г.).